# اوژیتسه (ناحیه کوتنا هورا)
اوژیتسه (به چکی: Úžice) یک منطقهٔ مسکونی در جمهوری چک است که در ناحیه کوتنا هورا واقع شده‌است.